# Виганд, Теодор
Теодор Виганд (нем. Theodor Wiegand; 1864—1936) —  немецкий археолог; член Прусской академии наук, иностранный член-корреспондент Академии наук СССР (1927).

## Биография
Теодор Виганд родился 30 октября 1864 года в городе Бендорфе. Учился в Мюнхенском, Берлинском и Фрайбургском университетах.

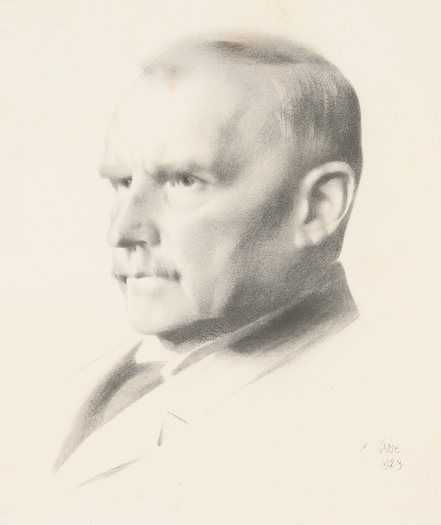
Теодор Виганд

С 1899 года продолжительное время руководил раскопами в Милете, давших богатые результаты (см. предварительные отчеты, изданные Прусской академией наук, и большую публикацию: «Milet, Ergebnisse der Ausgrabungen und Untersuchungen», Берлин, 1906). 
В начале Первой мировой войны в сентябре 1914 года в условиях так называемого «Августовского переживания» стал одним из учёных подписавших написанный драматургом Людвигом Фульдой печально известный «манифест девяносто трёх».
Позднее занимал должность директора Берлинского музея древнего искусства. 
Теодор Виганд умер 19 декабря 1936 года в городе Берлине.
Заслуги учёного были отмечены рядом наград, среди которых был баварский орден Максимилиана «За достижения в науке и искусстве».